# عبدالله انور
عبدالله انور (انگلیسی: Abdulla Anwar؛ زادهٔ ۲ ژوئن ۱۹۹۹) بازیکن فوتبال است.
از باشگاه‌هایی که در آن بازی کرده‌است می‌توان به باشگاه فوتبال الوحده امارات اشاره کرد.
وی همچنین در تیم‌های ملی فوتبال زیر ۲۳ سال امارات متحده عربی و امارات متحده عربی بازی کرده‌است.